# Gasparia
Gasparia es un género de arañas araneomorfas de la familia Desidae. Se encuentra en  Nueva Zelanda.

## Lista de especies
Según The World Spider Catalog 12.0:
- Gasparia busa Forster, 1970
- Gasparia coriacea Forster, 1970
- Gasparia delli (Forster, 1955)
- Gasparia dentata Forster, 1970
- Gasparia edwardsi Forster, 1970
- Gasparia kaiangaroa Forster, 1970
- Gasparia littoralis Forster, 1970
- Gasparia lomasi Forster, 1970
- Gasparia mangamuka Forster, 1970
- Gasparia manneringi (Forster, 1964)
- Gasparia montana Forster, 1970
- Gasparia nava Forster, 1970
- Gasparia nebulosa Marples, 1956
- Gasparia nelsonensis Forster, 1970
- Gasparia nuntia Forster, 1970
- Gasparia oparara Forster, 1970
- Gasparia parva Forster, 1970
- Gasparia pluta Forster, 1970
- Gasparia rupicola Forster, 1970
- Gasparia rustica Forster, 1970
- Gasparia tepakia Forster, 1970
- Gasparia tuaiensis Forster, 1970